# Chuông Zygmunt

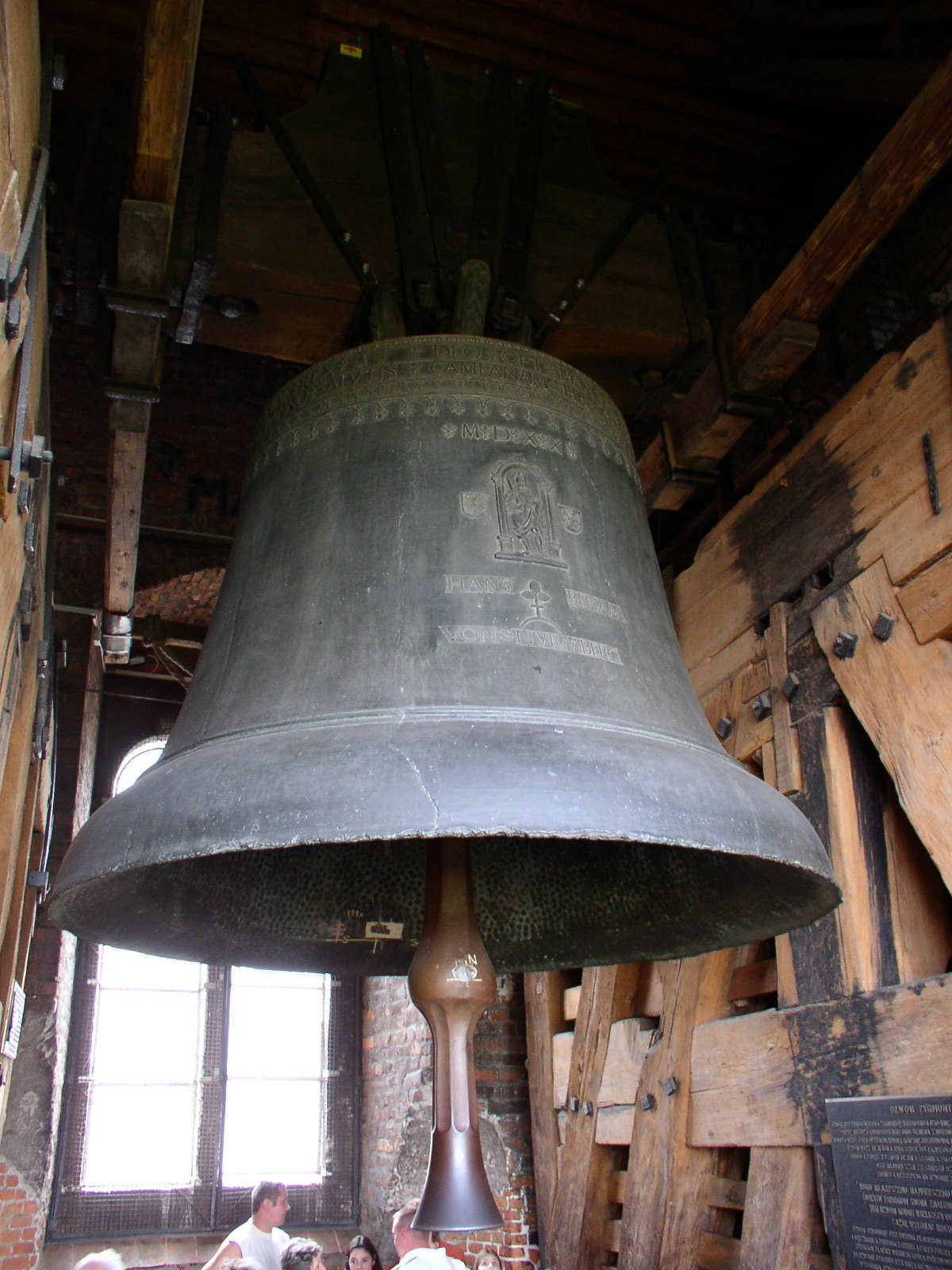
Chuông Zygmunt

Chuông vua Zygmunt (tiếng Ba Lan: Królewski Dzwon Zygmunt hoặc Dzwon Zygmunta) là chuông lớn nhất trong số năm quả chuông treo trong Tháp Zygmunt của Nhà thờ chính tòa Wawel ở thành phố Kraków, Ba Lan. Chuông được đúc vào năm 1520 bởi Hans Behem và được đặt theo tên của Vua Zygmunt I. Chiếc chuông nặng gần 13 tấn (28 nghìn pound) và cần tới 12 người rung chuông. Chuông được sử dụng vào những dịp đặc biệt, chủ yếu là các ngày lễ tôn giáo và ngày lễ quốc gia, và được coi là một trong những biểu tượng quốc gia của Ba Lan.

## Miêu tả
Thân của Zygmunt Bell được đúc bằng đồng và nặng 9650 kg. Đường kính viền là 242 cm và chiều cao là 241   cm. Chuông dày từ 7 đến 21 cm. Đỉnh chuông được gắn vào một ách làm bằng gỗ sồi, có kích thước dài 308 cm và cao 219   cm.

 Chuông được trang trí bằng chữ khắc và hình ảnh. Xung quanh phần trên chuông có một dòng chữ thể hiện rằng chiếc chuông là món quà dành cho Chúa: 
Deo Opt Max ac Virgini Deiparae sanctisque patronis suis divus Zygmuntus Poloniae Rex
campanam hanc dignam animi operumque ac gestorum suorum magnitudine fieri fecit anno salutis
MDXX
Dòng chữ được dịch như sau: " Gửi đến Chúa vĩ đại và với Đức mẹ đồng trinh của Đức Chúa Trời, Vua Zygmunt của Ba Lan đã rung chuông này xứng đáng với tầm vĩ đại của tâm trí và hành động của mình trong Công Nguyên 1520. " Bên dưới dòng chữ có hai tấm biển hình ghi thông tin và hình ảnh của các vị thánh. "MDXX" là số La Mã 1520.
Ở phía đối diện của tiếng chuông, có một hình ảnh Thánh Stanisław mặc áo choàng giám mục và tay cầm một cây gậy mục tử. Stanislaus được tôn sùng như một vị thánh bảo hộ của Nhà thờ Wawel. Cả hai hình ảnh được đặt giữa các tấm khiên huy hiệu mang quốc huy của hai quốc gia - Đại bàng trắng của Vương quốc Ba Lan phía bên trái và Hiệp sĩ của Đại công tước Litva phía bên phải.

## Lịch sử

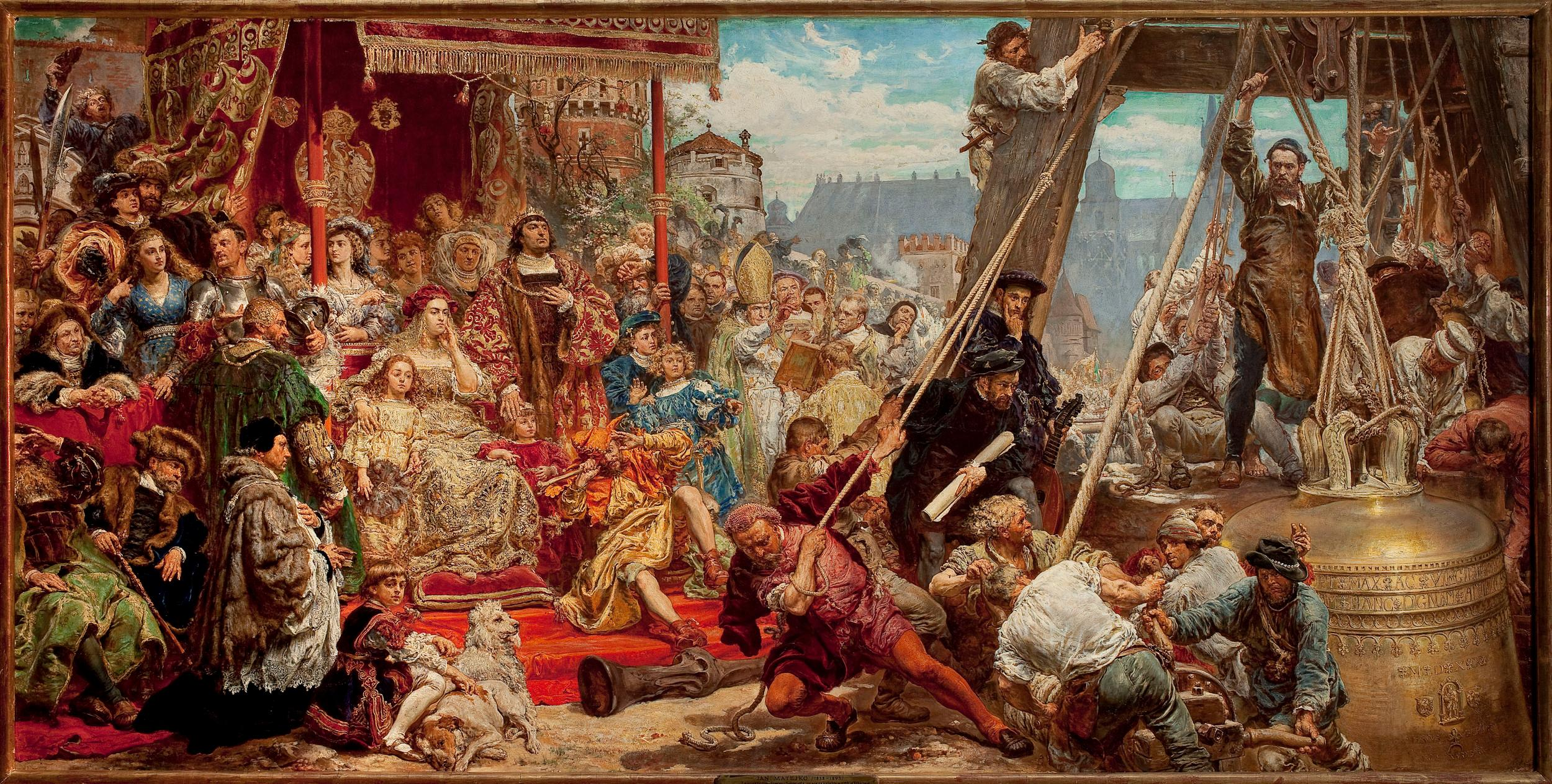
Vua Zygmunt I, cùng với gia đình và thân cận của mình, đang quan sát việc treo Chuông Zygmunt vào năm 1521. Tranh của Jan Matejko, Zawieszenie dzwonu Zygmunta (1874).

Chuông Zygmunt được Quốc vương Ba Lan Zygmunt I và Đại công tước Litva ủy nhiệm cho Nhà thờ Wawel. Chuông được Hans Behem (hoặc Beham) xứ Nürnberg đúc trong năm 1520. Behem thành lập một xưởng đúc gần Cổng St. Florian, Kraków. Ông tái sử dụng kim loại phế liệu lấy từ các khẩu pháo bị lực lượng quân đội Ba Lan-Litva chiếm được từ quân đội Moskva trong Trận chiến Orsha năm 1514. Có truyền thuyết khác cho rằng nguồn gốc của kim loại là từ trận chiến Obertyn (1531). Chuông được treo trên Tháp Zygmunt và cất tiếng lần đầu tiên vào ngày 13 tháng 7 năm 1521.
Ngoài các ngày lễ tôn giáo và quốc gia lớn, tiếng chuông đã vang lên trong một số thời khắc quan trọng nhất trong lịch sử Ba Lan, ví dụ như: cuộc tấn công Ba Lan của Đức Quốc Xã vào ngày 1 tháng 9 năm 1939; nửa đêm trước khi Ba Lan gia nhập Liên minh Châu Âu vào ngày 30 tháng 4 năm 2004; nhân dịp chuyến viếng thăm của Giáo hoàng Gioan Phaolô II, và sau vụ tai nạn máy bay khiến Tổng thống Lech Kaczyński và hàng chục quan chức cấp cao khác qua đời vào ngày 10 tháng 4 năm 2010. Tiếng chuông cũng cất lên trong các đám tang của một số người Ba Lan có tầm ảnh hưởng, ví dụ như Adam Mickiewicz (1900), Thống chế Józef Piłsudski (1935), Tướng Władysław Sikorski (1993), th(2005), và Lech Kaczyński (2010). Chuông reo lên vào các ngày lễ quốc gia Ba Lan trong thời kỳ phân chia Ba Lan (1795–1918) và dưới chế độ cộng sản (1945–1989). 

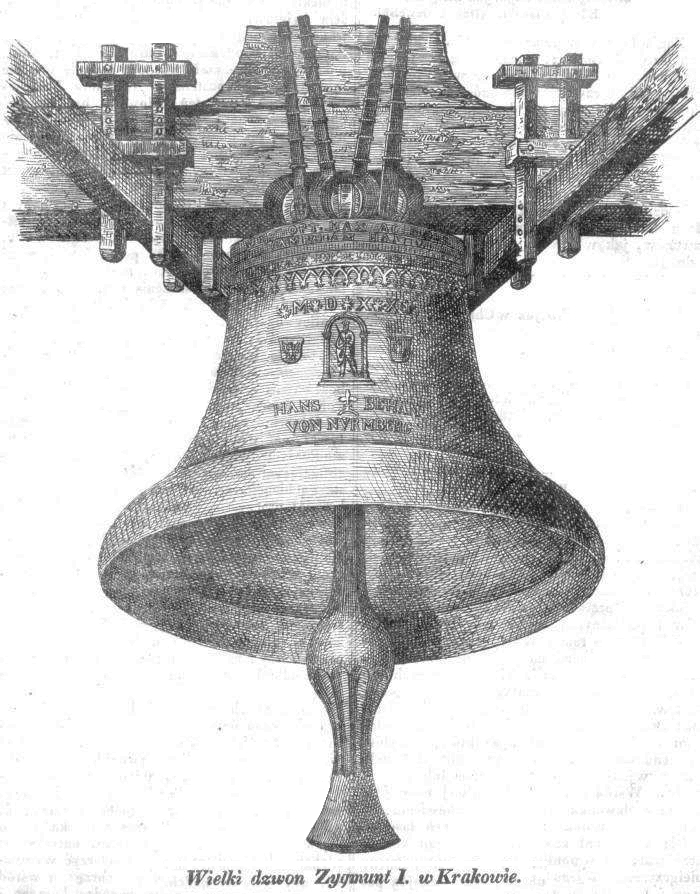
Chuông Zygmunt trên một tấm in thạch bản năm 1841

Hans Frank, tổng thống của Tổng Chính phủ, đã rung chuông Zygmunt vào năm 1940 để ăn mừng chiến thắng của Đức trước Pháp. Sau khi Joseph Stalin qua đời năm 1953, chế độ cộng sản Ba Lan yêu cầu tiếng chuông rung như một dấu hiệu của tang tóc. Khi những người rung chuông của nhà thờ từ chối, lính được lệnh leo lên tháp để rung chuông.
Có một lần, tiếng chuông vang lên nhưng chẳng vào dịp nào cả, chỉ là trò đùa của mấy đứa trẻ vị thành niên. Theo một số người viết hồi ký, vào năm 1882, Stanisław Estreicher, Józef Mehoffer, Henryk Opieński, và Stanisław Wyspiański đã lẻn vào tháp Zygmunt và tìm cách reo chuông. Khi Wyspiański bị bắt, vị giám mục đã hứa trao chiếc nhẫn Zygmunt trong đám tang của Wyspiański, và khi Wyspiański qua đời (1907) điều thực sự đã xảy đến. Một thí nghiệm được thực hiện vào năm 2011 để xác minh tính hợp lý của giai thoại này. Thí nghiệm cho thấy rằng với sức lực của bốn thanh thiếu niên sẽ không thể rung chuông đúng cách, nhưng họ có thể vung cái chày đủ để phát ra tiếng chuông. 

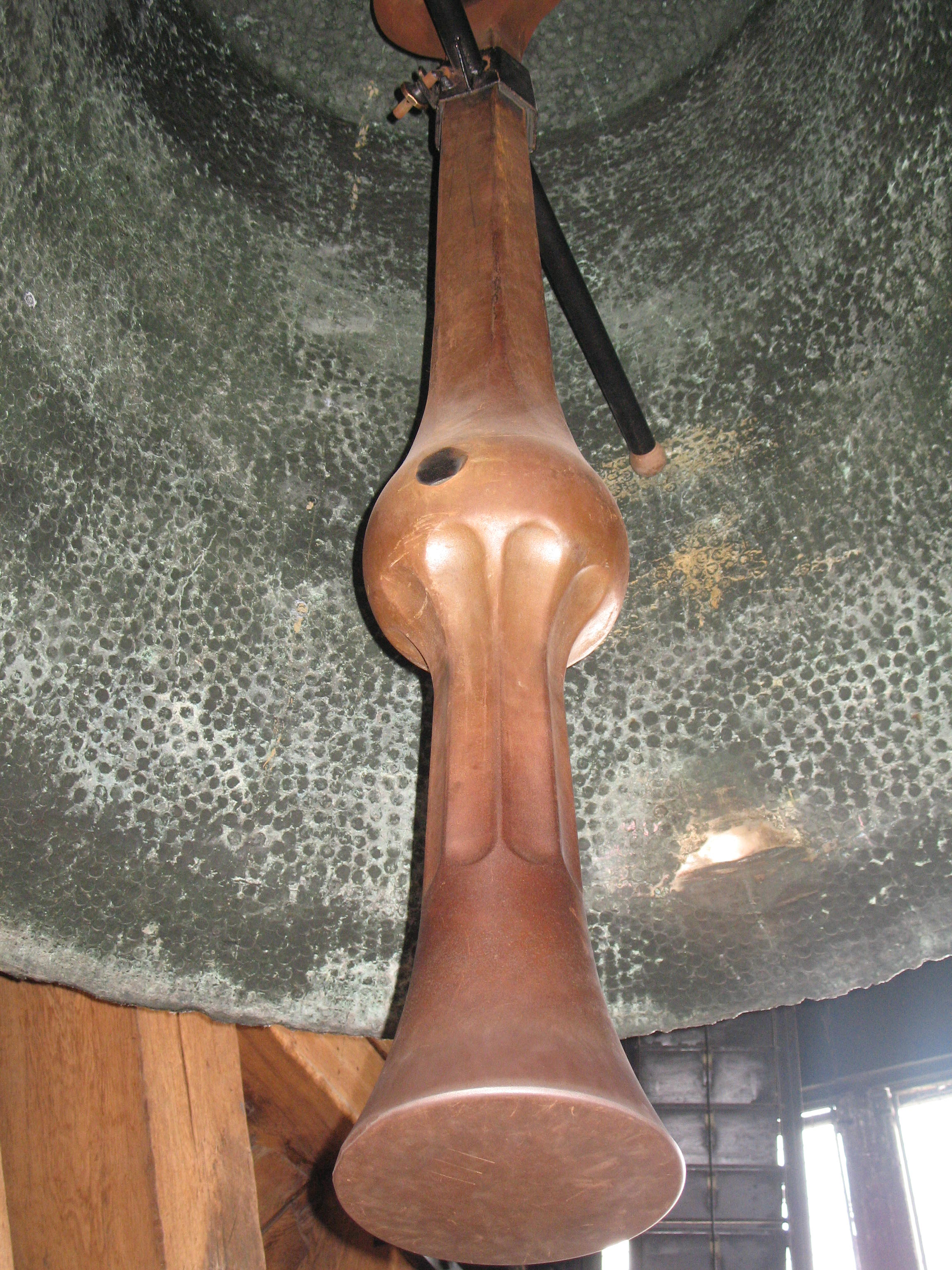
Chày rung chuông Zygmunt

## Ngày rung chuông
Tiếng chuông vang lên vào các ngày lễ lớn của Công giáo, ngày lễ quốc gia Ba Lan và ngày lễ của các vị thánh quan thầy của chuông, nhà thờ, Kraków hoặc tất cả Ba Lan. Tiếng chuông đổ vào những dịp đặc biệt khác theo quyết định của tổng giám mục Kraków. 

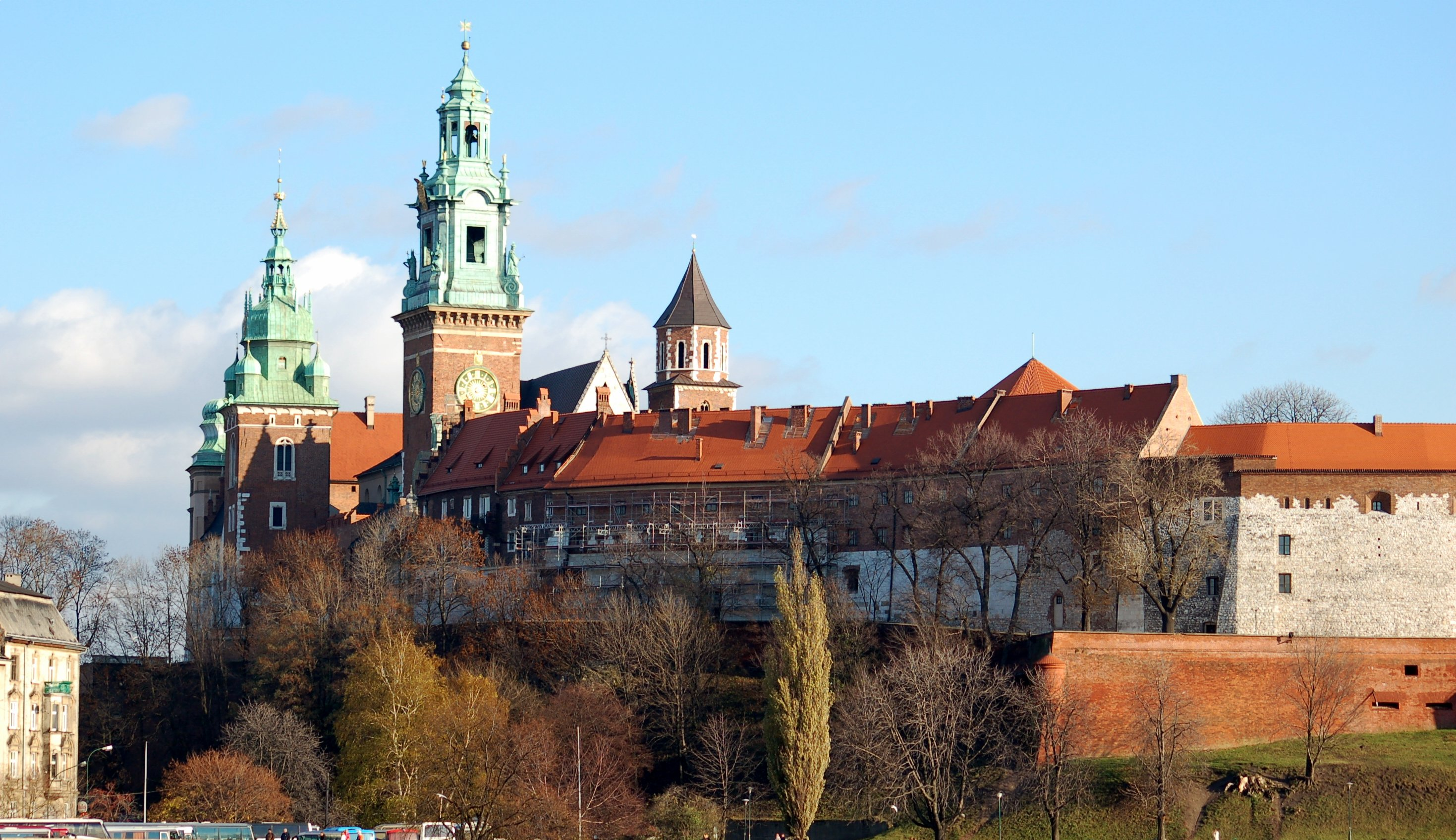
Tháp Zygmunt là tháp ở bên trái trong quần thể ba tòa tháp của Nhà thờ Wawel.